# Scott Dawson
David K. Harwood (ur. 30 czerwca 1984 w Whiteville) – amerykański wrestler, obecnie występujący w federacji WWE w rozwojowym brandzie NXT. Wraz z Dashem Wilderem tworzy tag team The Revival; jest dwukrotnym posiadaczem NXT Tag Team Championship.

## Kariera wrestlera

### Początki kariery (2004-2012)
Harwood zadebiutował w 2004 roku. Walczył dla wielu różnych federacji niezależnych jako KC McKnight. W 2010 wystąpił w dark matchu jednego z eventów Ring Of Honor.

### WWE

#### NXT (od 2012)
W 2012, Harwood podpisał kontrakt z WWE. Został przypisany do szkółki federacji WWE Performance Center i przyjął pseudonim ringowy Scott Dawson. W NXT zadebiutował 21 lutego 2013; w swojej pierwszej walce połączył siły z Judasem Devlinem i przegrał 2-on-1 Handicap match z Adrianem Neville’em. Pojawił się też na epizodzie z 21 marca.
W maju 2013, Dawson utworzył tag team z Garrettem Dylanem; menedżerem ich drużyny został Sylvester Lefort. 26 czerwca, Dawson i Dylan przegrali walkę o miano pretendenckie do NXT Tag Team Championship. Niedługo później drużyna zakończyła działalność; Dylan został zwolniony z WWE. Wówczas, Dawson połączył siły z Alexandrem Rusevem. Dawson i Rusev wzięli udział w Gauntlet matchu o miano pretendenckie do tytułów, lecz nie zdołali wygrać walki. Ich współpraca zakończyła się, gdy Rusev odwrócił się od Dawsona i Leforta, aby móc korzystać z usług menedżerskich Lany. Niedługo później, Dawson doznał kontuzji kolana, która wykluczyła go z akcji na kilka miesięcy. 
Po powrocie do ringu, Dawson połączył siły z Dashem Wilderem. Występowali wspólnie na live eventach NXT jako The Mechanics. Na tygodniówce NXT zadebiutowali 31 lipca; przegrali walkę drużynową z Bullem Dempseyem i Mojo Rawleyem. Tag team kontynuował występy na live eventach NXT, choć w telewizji pojawiał się bardzo rzadko.
Pierwszą telewizyjną wygraną The Mechanics odnotowali 29 lipca 2015, kiedy to pokonali Enzo Amore'a i Colina Cassady’ego. Na NXT TakeOver: Respect, The Mechanics zostali pokonani w półfinale turnieju Dusty Rhodes Tag Team Classic. W październiku, nazwa ich drużyny została zmieniona na Dash i Dawson. 11 listopada 2015, Dash i Dawson pokonali The Vaudevillains w walce o NXT Tag Team Championship, stając się mistrzami po raz pierwszy. Zdołali obronić tytuł mistrzowski w walce przeciwko Amore’owi i Cassady’emu na NXT TakeOver: London. W lutym ich tag team zmienił nazwę na The Revival. Na WWE Roadblock ponownie pokonali Amore'a i Cassady’ego. 1 kwietnia 2016, na NXT TakeOver: Dallas, utracili tytuły mistrzowskie na rzecz American Alpha (Chad Gable i Jason Jordan), lecz zdołali je odzyskać w walce rewanżowej na NXT TakeOver: The End. Na gali NXT TakeOver: Brooklyn II, mistrzowie obronili tytuły w walce z Tommaso Ciampą i Johnnym Gargano. Wspólnie zawalczyli w rewanżu na gali NXT TakeOver: Toronto w two-out-of-three falls tag team matchu, gdzie ulegli pretendentom i stracili tytuły.

## Styl walki
- Finishery
  - Inverted figure four leglock

- Inne ruchy
  - DDT
  - Dragon screw legwhip
  - Front dropkick na siedzącym przeciwniku
  - Leg hook saito suplex
  - Shin breaker
  - Short-arm clothesine
  - Slingshot suplex
  - Spinebuster

- Z Dashem Wilderem
  - Finishery drużynowe
    - Shatter Machine (Flapjack (Dawson) i Double knee facebreaker (Wilder))

- Menedżerowie
  - Sylvester Lefort

- Przydomki
  - "Captain Roughneck"
  - "Southern Beef"

- Motywy muzyczne
  - "Southern Proud" od CFO$ (NXT, od 13 maja 2015; jako członek The Revival)

## Mistrzostwa i osiągnięcia
- American Championship Pro Wrestling
  - ACPW Heavyweight Championship (1 raz)[21]

- Pro Wrestling Illustrated
  - PWI umieściło go na 135. miejscu w top 500 wrestlerów rankingu PWI 500 w 2016[22]

- WWE NXT
  - NXT Tag Team Championship (2 razy) – z Dashem Wilderem[14]